# 九州大学情報基盤研究開発センター

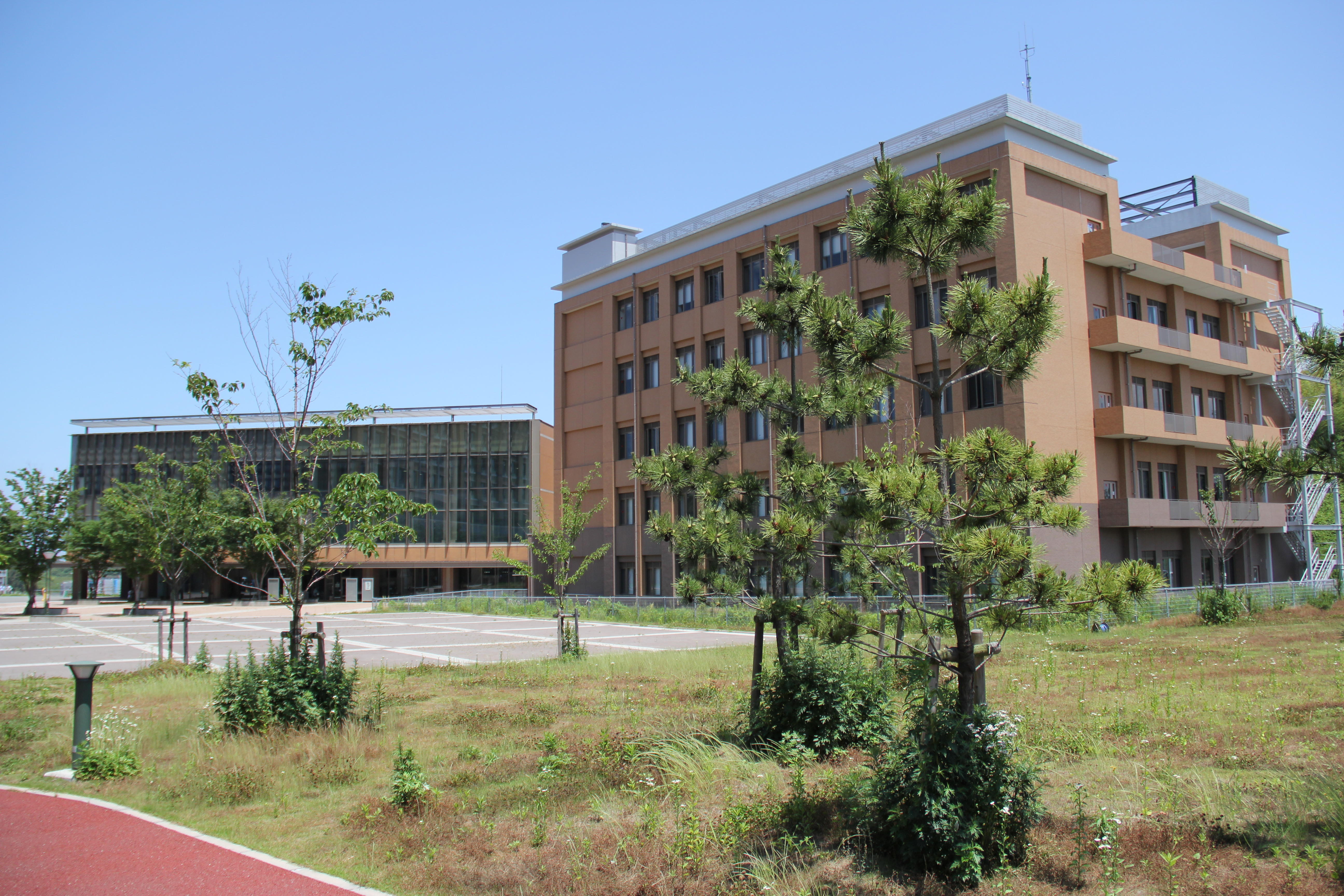
左：理系図書館
右：情報基盤研究開発センター

九州大学情報基盤研究開発センター（きゅうしゅうだいがくじょうほうきばんけんきゅうかいはつセンター、英称：Research Institute for Information Technology Kyushu University、RI2T）は、福岡県福岡市西区元岡（九州大学伊都地区）にある九州大学の研究施設（全国共同利用型研究施設）である。

## 概要
計算、通信、情報セキュリティなどの情報科学関連の広範な分野の研究開発を行うとともに、日本全国に7か所設けられている全国共同利用情報基盤センターの一つとして、研究者に対してスーパーコンピュータによる計算サービスを提供している。

## 沿革
- 2004年4月 - 九州大学大型計算機センターなど5施設を統合・改組し、九州大学情報基盤センターとして発足。
- 2007年4月 - 九州大学情報基盤センター及び九州大学事務局情報企画課を統合・改組して九州大学情報統括本部を設け、傘下に情報基盤研究開発センター、情報環境整備推進室及び情報システム部などを置く。
- 2016年10月 - 箱崎地区から移転。

## 設備
2007年にスーパーコンピュータシステムを更新。富士通の PRIMEQUEST（プライムクエスト）32台で構成された大規模SMPクラスタ、PRIMERGY（プライマジー）384台で構成されたクラスタに加え、ファイル管理サーバのPRIMEQUEST 1台からなる大規模なハイブリッドシステムとされた。tatara と名付けられたこのシステム全体の総理論演算性能は、31.5TFLOPS（テラフロップス）と、全国7か所の全国共同利用情報基盤センター中で最高の性能を有しており、世界のスーパーコンピュータのTOP500（2008年6月現在）においても、PRIMERGY のクラスタが172位、PRIMEQUEST のクラスタが335位にそれぞれランクされている。

## 所在地
- 福岡県福岡市西区元岡744
- 福岡市南区塩原4丁目9-1（大橋分室）

## 組織
- 学術情報メディア研究部門
- 外国語情報メディア研究部門
- ネットワークコンピューティング研究部門
- スーパーコンピューティング研究部門